# Ciemniak (jezioro w powiecie ostródzkim)
Ciemniak (niem. Zimmeck See, Zimek See) – jezioro w Polsce, położone w województwie warmińsko-mazurskim, w powiecie ostródzkim, w gminie Morąg, na południowy zachód od miejscowości Kadzianka.
Powierzchnia jeziora wynosi 3,11 ha.